# Dubovany
Dubovany (deutsch Dubowan, ungarisch Dubovány) ist eine Gemeinde im Westen der Slowakei mit 1107 Einwohnern (Stand 31. Dezember 2024), die zum Okres Piešťany, einem Teil des Trnavský kraj gehört.

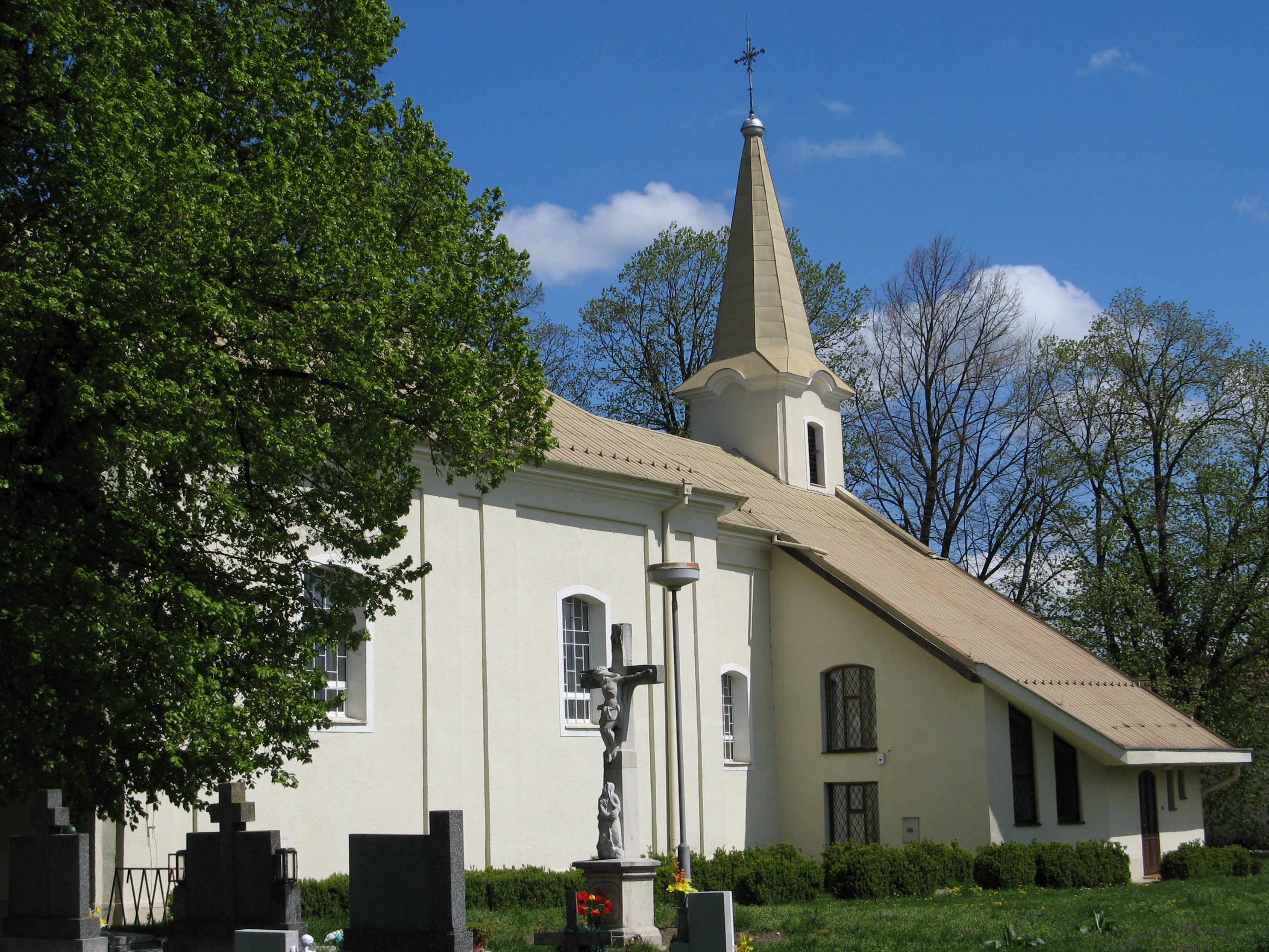
Kirche

## Geographie
Die Gemeinde befindet sich im Hügelland Trnavská pahorkatina (Teil des slowakischen Donautieflands), auf einer Flurterrasse des Dudváh. Das Ortszentrum liegt auf einer Höhe von 154 m n.m. und ist 14 Kilometer von Piešťany sowie 18 Kilometer von Hlohovec entfernt.

## Geschichte
Die Gemeinde Dubovany entstand 1943 nach Fusionierung der Orte Dolné Dubovany und Horné Dubovany.
Ursprünglich waren diese ein Dorf, das nach neuesten Forschungen zum ersten Mal im Jahre 1113 in den Zoborer Urkunden als villa Lucinci erwähnt wurde. Vorher war die älteste Erwähnung auf das Jahr 1278 als Losonc datiert; das Dorf war Sitz eines Dieners der Burg Neutra. Irgendwann zwischen 1378 und 1452 wurde das Dorf geteilt: nach einem Steuerverzeichnis aus dem Jahr 1452 gab es in Dolné Dubovany 10 Siedlungen, in Horné Dubovany 25 Siedlungen. Beide kamen später zum Herrschaftsgebiet der Burg Čachtice und zum Geschlecht Ocskay. Neben Landwirtschaft gab es laut Urkunden im 17. Jahrhundert zwei Müller.
Die erste Schule wurde im Jahre 1850 gebaut. 1909 brannten beide Orte vollkommen nieder.
Bis 1918 gehörten beide Orte im Komitat Neutra zum Königreich Ungarn und kamen danach zur Tschechoslowakei bzw. heute Slowakei.

## Bevölkerung
| Jahr:                | 1994. | 2004.   | 2014.   | 2024.    |
| -------------------- | ----- | ------- | ------- | -------- |
| Anzahl der Personen: | 871   | 935     | 1004    | 1107     |
| Unterschied:         |       | +7,34 % | +7,37 % | +10,25 % |

| Jahr:                | 2023. | 2024.   |
| -------------------- | ----- | ------- |
| Anzahl der Personen: | 1088  | 1107    |
| Unterschied:         |       | +1,74 % |

Ergebnisse nach der Volkszählung 2001 (939 Einwohner):
| Nach Ethnie: - 99,47 % Slowaken - 0,32 % Tschechen - 0,11 % Polen | Nach Konfession: - 93,29 % römisch-katholisch - 5,54 % konfessionslos - 0,75 % keine Angabe - 0,32 % evangelisch |

## Bauwerke
Der bedeutendste Sakralbau ist die römisch-katholische Erzengel-Michael-Kirche im barocken Stil. Das genaue Errichtungsjahr ist unbekannt; die Kirche wurde aber 1778 instand gesetzt. Der Nebenaltar der Hl. Dreifaltigkeit aus dem Jahre 1630 wurde restauriert und befindet sich heute in einer Kirche in Piešťany. Um die Kirche herum liegt ein Friedhof mit einigen steinernen Kreuzen aus dem 18. und 19. Jahrhundert.